# Robert Alleyne
Robert Anthony Alleyne (sinh ngày 27 tháng 9 năm 1968) là một cựu cầu thủ bóng đá người Anh, thi đấu ở vị trí tiền đạo. Ông có tổng cộng hơn 50 lần ra sân tại English Football League vào thập niên 1980, khi thi đấu cho Leicester City, Wrexham và Chesterfield.
Ông cũng thi đấu cho Telford United ở cấp độ non-league.